# 文努科維亞獸屬
文努科維亞獸屬（學名：Venyukovia）是獸孔目異齒亞目的一屬，生存於二疊紀中期的東歐，是種草食性動物。